# 過保護のカホコ
『過保護のカホコ』（かほごのかほこ）は、2017年7月12日から9月13日まで日本テレビ系水曜ドラマ枠で放送された日本のテレビドラマ。主演は高畑充希で、水曜ドラマ枠及び民放ドラマとしては本作が初主演となる。
2018年9月19日に『過保護のカホコ〜2018 ラブ&ドリーム〜』のタイトルで連ドラ終了の1年後を舞台にしたスペシャルドラマとして放送された。
2020年5月31日から6月27日まで土曜昼枠において、「特別編」が放送された。

## あらすじ
ヒロインのカホコこと根本加穂子は、全ての行動を親任せにする過保護の性格を持つ箱入り娘で、外泊はおろか買物すらしたことがない。そんなカホコとは性格が全く反対な青年・麦野初との出逢いで、人生観が一変する。

## 登場人物

### 麦野家
根本加穂子（ねもと かほこ）→麦野加穂子（むぎの かほこ）〈22〉
演 - 高畑充希（幼少期 : 保榮茂愛）
本作の主人公。究極の箱入り娘。一人称は「カホコ」、または「私」。
世間知らずかつピュアであり猪突猛進型。考え事をするときにはフリーズしてしまう。就活中だが、未だに内定が取れずにいる。
これまで経験した事の無い出来事に対する喜び・不安等が高まると、興奮して「私、こんなの初めて!!」と叫び、感動した時「すっばらしい!」というのが口癖。表情で自分の気持ちを伝えようとする傾向がある。
たどたどしい言い方が特徴的で、普段は大人しいが、酔うと麦野を「初」と呼び捨てたり、麦野が描いた絵を無造作に破るなど、乱暴になる。
今までは両親（特に母の泉）に反発せずに育ってきたが、第3話にて麦野との関係を疑う泉に初めて反発する。
第5話では麦野の助言からアルバイトを始め、初代からは料理を習い、泉には「甘えないようにする」と宣言する。
最終話では叔母の教子が計画しているメソッド（後述の「カホコハウス」）で働かせて欲しいと頼み、そのために保育士の資格を取ると宣言し、麦野と結婚し、そこで働く。また、初代が亡くなり家事をするものがいなくなった並木家に移り住む。
正高からは「（尻尾の生えた）カエル」に例えられている。
麦野初（むぎの はじめ）〈24〉
演 - 竹内涼真（幼少期：大山蓮斗）
加穂子と同じ大学の美学生。一人称は「俺」。画家としての一本立ちを夢見ており、ピザの宅配等のアルバイトで生計を立てている。
思ったことはズバズバ言い、初対面時から加穂子を「お前」と呼び、自分のバイトの手伝いをさせるなど、ふてぶてしい。
第3話にて加穂子から急に告白されて、戸惑うが、後に加穂子にプロポーズし結婚。その後はアルバイトをしながら自身の描いた似顔絵を売り、「カホコハウス」で子供達に絵を教えている。
父は幼い頃に亡くなっており、画家を目指したのは母の影響からで、今でも使いきった赤い油絵の具を大切に持っている。
7歳のときに母が「ごめんね」と書いた置き手紙とおにぎりを残して失踪し、高校卒業までは児童養護施設「翔光園」で育ち、奨学金で大学へ進学した苦労人。
正高からは「（嘘つき）オオカミ」に例えられている。

### 根本家
根本泉（ねもと いずみ）〈51〉
演 - 黒木瞳
加穂子の母。専業主婦。三姉妹の長女。
加穂子を過保護に育てた1人。夕食後には幼少期の加穂子のビデオを観るのが日課。
加穂子の誕生日のお祝いに加え、駅への送迎や弁当作り、服のコーディネート、果ては就活や色恋にも口出しする始末。そのため加穂子が初と結婚したいと言い出した時は、「私と縁を切ってから」と言い、後に渋々ながらも結婚を認めたが、二人の結婚式に出席することを当初は拒んでいた。
加穂子が反発したときは口を利かず、お互いが目の前にいるにもかかわらず、正高を介して言いたいことを伝える。
自宅付近（鳥瞰地図で、ハート型に囲まれた部分）では饒舌で押しの強い主張をするが、その外（正高の実家など）へ出ると小声になってしまう。
姉妹でモメ始めると節や環から「偉そう」「自分の主張ばかりする」と文句を言われている。
第5話にて加穂子から自立を宣言され、家を出てしまう。
正高からは「女王」と呼ばれ、「ミーアキャット」に例えられている。
根本正高（ねもと まさたか）〈54〉
演 - 時任三郎（ナレーション兼任）
加穂子の父。職業はサラリーマン。
加穂子を過保護に育てた1人。可愛さのあまり、娘を甘やかしすぎたことを後悔しているが、少し控えめな性格のため泉の手前、強く言い出せない。
周囲の人間の言動・性格を動物に当てはめるクセがあり、自身のことは「自分はライオンだ」と思って、奮い立たせている。
妄想癖もあり「こうなるはずだ」と妄想したあとに行動するが、全く思い通りにならずに失敗する。
ときどき偉人の名言を引用するが、大抵は泉には遮られ、親戚たちからは「上から目線だ」と言われている。
不器用ながらも家族を陰ながら支えているが、気づかれないうえに家族からの扱いは悪く、第4話終盤にて不満が爆発するも第5話で戻って来る。

### 国村家
国村環（くにむら たまき）〈48〉
演 - 中島ひろ子
泉の妹（次女）。「元々病弱だった」とのことだが、2年前に結婚してからは体調が良いらしい。衛からは「タマちゃん」と呼ばれている。
加穂子から恋愛相談されたときには有益なアドバイスをするが、自身の結婚生活は杞憂ばかりでネガティブ。
姉妹でモメ始めると泉や節から「可愛い子ぶっている」「贅沢な悩みばかりしている」と文句を言われている。
第8話で子どもの頃から万引きを繰り返していたこと、衛と結婚してからは落ち着いていたが、再び万引きしてしまったことを告白。
第9話では結婚生活に不安があることを理由に離婚を切り出したことが判明。
最終話では加穂子に諭され、衛と復縁する。
正高からは「オシドリ」に例えられている。
国村衛（くにむら まもる）〈47〉
演 - 佐藤二朗
環の夫。職業は警察官（根本家の最寄りの交番の駐在）。2年前に環と結婚した。環からは「まーくん」と呼ばれている。
真面目で温厚な人柄。だが、酒を飲むと止まらないらしく、環とはそのことで夫婦喧嘩をしている。
第9話では自身の離婚問題に加え、初代の入院とかつて保護した不良少年の死という不運な出来事が重なり、自暴自棄になってしまい、その勢いで離婚届を提出してしまう。
最終話では加穂子に諭され、環と復縁する。
正高からは環同様「オシドリ」に例えられている。

### 冨田家
冨田節（とみた せつ）〈44〉
演 - 西尾まり
泉の妹（三女）。弁当屋勤務だったが、糸が病気でチェロを弾けなくなったショックから仕事に集中できなくなり、第4話にて辞めた。
祝い事の残り物は持ち帰るなど、ちゃっかりした性格。カホコや正高からは「せっちゃん」と呼ばれている。
姉妹でモメ始めると泉や環から「1番可愛がられていたクセに」「ワガママ」と文句を言われている。
第5話では糸から「あんた達なんか親だと思っていない」と言われ、ショックを受ける。
正高からは「トンビ」に例えられている。
冨田厚司（とみた あつし）〈41〉
演 - 夙川アトム
節の夫。職業は看護師。
細々としたことに気がつくが、そのせいで少々疲れ気味。
正高からは「ハムスター」に例えられている。
冨田糸（とみた いと）〈18〉
演 - 久保田紗友（幼少時 : 田中乃愛）
節と厚司の娘。幼い頃は加穂子とは姉妹のように仲が良かった。
チェロの腕は一流で留学も薦められているが、コンクールの本番中に体調を崩し、原因不明の「片手を自由に動かせなくなる神経の病気」を患っていたことが判明。チェロが弾けなくなったことに自暴自棄になり、服装も派手になると同時にグレて悪い仲間と連んだりする様になる。
普段からおしとやかに振る舞っているも、実際は祝い事があるたびに集まる親戚たち(自分の親や加穂子の親も含む)を鬱陶しく思っており、加穂子が見舞いに来た際に暴言を吐いて打ち明ける。さらにとりわけ「能天気な加穂子」を嫌っていたことを口にして持ってきた花や千羽鶴を投げつけ、深い傷を残すことになった。第7話では泉が加穂子を馬鹿にしていたことを見抜いた。
自身と同じく「芸術を志す者同士」として麦野には少なからずも心を開いている様子だが、加穂子ら親戚達とは依然として距離を置いている。
最終話で自身の所有するチェロを楽器店に売ろうとするが、加穂子と麦野の必死の説得により思い留まり、後の結婚式ではそれを演奏して祝福した。
スペシャルでは指揮者を目指すも、母親から反対されている。
正高からは「タカ」に例えられている（「鳶が鷹を生む」に由来）。

### 根本家（正高の実家）
根本多枝（ねもと たえ）〈74〉
演 - 梅沢昌代
正高の母。加穂子からは「おばあちゃん」と呼ばれる。
出戻ってきた教子に台所を使わせてもらえず、不満が募っている。
教子に自立をして欲しいが、結局は甘やかしている（加穂子にも甘く、こっそり小遣いを渡している）。
第9話では調理師免許を所有していることが判明。
正高からは「（おんぶにだっこの）コアラ」に例えられている。
根本教子（ねもと きょうこ）〈50〉
演 - 濱田マリ
正高の妹。結婚していたが後に離婚し、出戻ってきた。
昔からお調子者だったらしく「マンションの空き部屋で事業を始める」など、突飛もない発言をしては騙され、正高のせいにしている。
当初は「ウチの家族は冷たい」と言っていたが、第6話にて「本当に冷たいのは私かも」と加穂子に打ち明け、「私は愛のない人間だ」と発言する。
第7話以降は愛情に飢えている子どもたちから懐かれており、「新しいメソッド」なるものを計画し、とうとう最終話で「カホコハウス」という名でオープンさせた。
正高からは「（出戻りの）鮭」に例えられている。
根本正興（ねもと まさおき）〈77〉
演 - 平泉成
正高の父。加穂子からは「おじいちゃん」と呼ばれる。
口論は適当にはぐらかし、居眠りしてばかり。何を言っても感情が動かず、口癖は「明日な、明日」。
加穂子には甘く、こっそり小遣いを渡している。
第6話では教子の借金問題に嫌気がさし、加穂子のもとへ家出してくるが、相変わらず居眠りしていたために加穂子から説教される。
第8話では加穂子に「明日がない人もいる」と説教されたことで改心し、「明日ではダメだ」と、かつての人柄を取り戻す。
第9話では教員免許を所有していることが判明。
正高からは「ナマケモノ」に例えられている。

### 並木家
並木初代（なみき はつよ）〈享年72〉
演 - 三田佳子
泉の母。加穂子からは「ばぁば」と呼ばれる。
大らかな人柄で肝が据わっており、うまく家族を統率する能力に長ける。勘も鋭く、泉に「子育てで後悔しない母親はいない」とアドバイスする。
第6話にて、自身が余命いくばくもない状態であることを知り、検査を受けた病院の職員には「家族には（病気のことを）まだ知らせないで欲しい」と電話で話していたところに、泉の家出の件でお礼を言いに来た加穂子に聞かれてしまう。
第7話では、動揺する加穂子に「芝居の練習をしていた」と一旦は誤魔化すものの、自分が心筋症を患っていることを打ち明けた上で「親戚達には内緒にして欲しい」と懇願するが、糸の誕生日会で親族たちが互いへの不満をぶつけ合う姿にショックを受けた加穂子が飛び出したことを機に、自身の死期が近いことを親族たちに告白する。
第9話にて加穂子に家族のつながりの大切さを教え、後事を託して静かに息を引き取る。
正高からは「ゾウ」に例えられている。
並木福士（なみき ふくし）〈74〉
演 - 西岡德馬
泉の父。加穂子からは「じぃじ」と呼ばれる。
気分屋で人騒がせ。イチイチ言うことが大袈裟で、すぐに機嫌を損ねる。口癖は「もういいよ!」
第6話にて泉たちから「パパに育ててもらったつもりはない」と言われ、加穂子のもとへ家出してくる。
第7話以降は初代の病が明るみに出て、ショックのために泣いてばかりいる。が、若い頃から初代を自身の明るさから救っていたことに気が付く。
最終話で結婚した加穂子、初と同居する。
正高からは「ウサギ」に例えられている。

### ゲストキャラクター
矢部
演 - 飯田基祐（第1・2・5話）
正高の知人。部長職。
家内悟
演 - 松嶋亮太（第8話）
加穂子が婚活パーティで出会った男性の1人。身長172cm、B型、43歳。業種はIT。年収は400万円。
北野保
演 - 横山歩（第7話 - 第10話、SP）
教子が出会った迷子。
言葉は乱暴で態度も横柄。のちに児童養護施設「翔光園」の入所者であることが判明する。
第9話で施設でいじめられていたところを教子に声をかけられ、保護される。
岩崎
演 - 柳谷ユカ（第8話・第10話、SP）
児童養護施設「翔光園」の園長。
もと子
演 - 高橋ひとみ（第8話）
麦野の実母。
夫のギャンブル癖と死後に残した借金の返済に追われ、つい覚醒剤を使ってしまう。そして、生活に疲れ果て、麦野を手にかけようとしたが思いとどまって警察へ自首する。
現在は更生施設の男性職員と男性が前妻との間に設けた2人の子どもと実の親子のような関係を築いている。
北野真美
演 - 映美くらら（SP）
保の母。毒親。

## スタッフ
- 脚本 - 遊川和彦
- 脚本協力 - 柴田泉
- 音楽 - 平井真美子
- 主題歌 - 星野源「Family Song」（スピードスターレコーズ）[7]
- チーフプロデューサー - 西憲彦
- プロデューサー - 大平太、田上リサ
- 演出 - 南雲聖一、日暮謙、伊藤彰記、明石広人
- 制作協力 - 5年D組
- 製作著作 - 日本テレビ

## オープニングの演出
番組のオープニングタイトルでは、カホコが過保護で育てられたお姫様というイメージで、緩衝材（全長15-20m×2ロール使用）を衣装デザイナーの武田久美子がドレス風にアレンジし、「天地無用」「特級品」などのいわゆる「割れ物（壊れ物）注意」の張り紙をしたものを着用している。第1回、及び2018年9月のスペシャルドラマではこの緩衝材ドレスであったが、第2回以後はこれを脱ぎ捨てて、カホコが毎回異なるコスプレを着こなすという演出を行った。

## その他
2020年5月に行われ、300人が投票に参加した「高畑充希の歴代出演ドラマ人気ランキング」では、『同期のサクラ』や『忘却のサチコ』らを凌ぎ1位を獲得した。

## 放送日程

### 連続ドラマ
| 各話                                                                         | 放送日  | ラテ欄       | 演出     | 視聴率 | オープニングタイトルのコスプレ |
| ---------------------------------------------------------------------------- | ------- | ------------ | -------- | ------ | ------------------------------ |
| 第1話                                                                        | 7月12日 |              | 南雲聖一 | 11.6%  | 緩衝材でできたドレス           |
| 第2話                                                                        | 7月19日 | 初めての悪意 | 南雲聖一 | 10.8%  | 赤ちゃん                       |
| 第3話                                                                        | 7月26日 | 怒り         | 日暮謙   | 12.0%  | 幼稚園児                       |
| 第4話                                                                        | 8月02日 | キレる       | 伊藤彰記 | 11.1%  | 小学生                         |
| 第5話                                                                        | 8月09日 | 無力         | 南雲聖一 | 12.1%  | 中学生                         |
| 第6話                                                                        | 8月16日 | 大好き       | 明石広人 | 10.9%  | 高校生                         |
| 第7話                                                                        | 8月23日 | 泣かない!    | 日暮謙   | 10.8%  | 大学生                         |
| 第8話                                                                        | 8月30日 | 会いたい     | 南雲聖一 | 11.5%  | 就活生                         |
| 第9話                                                                        | 9月06日 | 誓い         | 日暮謙   | 09.9%  | さなぎ                         |
| 最終話                                                                       | 9月13日 | 私の生きる道 | 南雲聖一 | 14.0%  | シンデレラ                     |
| 平均視聴率 11.5%（視聴率はビデオリサーチ調べ、関東地区・世帯・リアルタイム） |         |              |          |        |                                |

- 9月6日はグラチャン2017女子「日本×ロシア」中継延長のため45分繰り下げ（22時45分 - 23時45分）。

## 受賞歴
- 第9回コンフィデンスアワード・ドラマ賞[13]
  - 主演女優賞 - 高畑充希
  - 助演男優賞 - 竹内涼真
- 第94回ザテレビジョンドラマアカデミー賞 [14]
  - 助演男優賞 - 竹内涼真
- 東京ドラマアウォード2018
  - 連続ドラマ部門 優秀賞[15]
- 2018年日本民間放送連盟賞[16]
  - テレビドラマ種目 最優秀賞